# Bitomus glabronotum
Bitomus glabronotum är en stekelart som beskrevs av Vladimir Ivanovich Tobias 1998. Bitomus glabronotum ingår i släktet Bitomus och familjen bracksteklar. Inga underarter finns listade.